# 붉은다리덤불왈라비
붉은다리덤불왈라비(Thylogale stigmatica)는 캥거루과에 속하는 작은 유대류의 일종이다. 오스트레일리아 북동부 해안과 뉴기니에서 발견된다. 오스트레일리아에서, 붉은다리덤불왈라비는 퀸즐랜드주 케이프요크반도 끝단 지역부터 뉴사우스웨일스주 탐워스까지 지역에서 발견된다. 뉴기니에서는 남-중부 저지대 지역에서 발견된다. 붉은다리덤불왈라비는 보통 홀로 생활을 하지만, 먹이를 구할 때는 무리를 지을 수도 있다. 주로 우림에서 발견되며 희귀종이지만, 멸조위기종으로 간주하지는 않는다. 그러나 뉴사우스웨일스 주에서는 멸종취약종(VU, Vulnerable species)으로 간주한다. 먹이는 떨어진 열매나 잎 그리고 풀이다. 몸무게는 2.5kg부터 7kg 사이이고, 몸길이는 38~58cm, 꼬리 길이는 30~47cm 정도이다. 붉은다리덤불왈라비는 유대류 우림 캥거루류의 일종이다. 전형적인 유대류의 일종으로 새끼가 완전히 발달하지 못한 채로 태어나 어미 배의 유대낭에서 일반적으로 길러지고 젖을 먹는다. 우림과 개활지에서 발견된다. 붉은다리덤불왈라비는 땅에서 사는 유일한 왈라비로 습윤 열대 우림에서 서식한다.

## 아종
4종의 아종이 알려져 있다.
- T. s. stigmatica - 퀸즐랜드주 케언스.
- T. s. coxenii - 케이프요크반도.
- T. s. orimo - 뉴기니섬.
- T. s. wilcoxi - 퀸즐랜드주 남부 및 뉴사우스웨일스주.[4]